# Sociedade Paulista de Trote

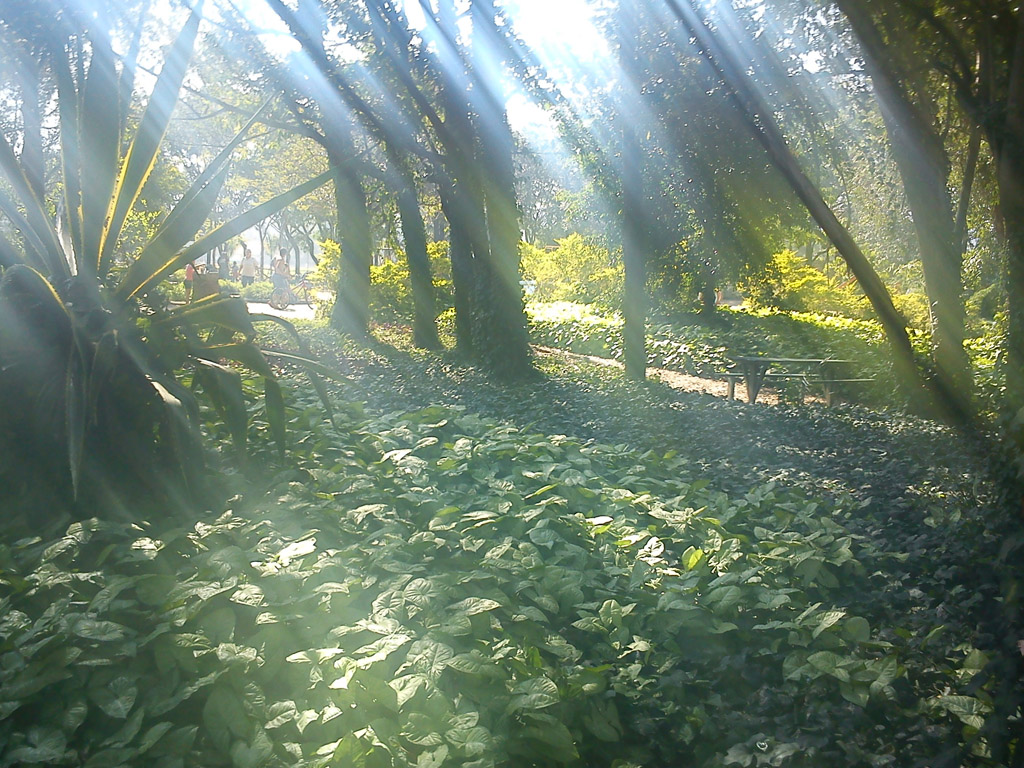
Parte da vegetação do parque na entrada pela Rua São Quirino.

A Sociedade Paulista de Trote (SPT) situa-se no distrito da Vila Guilherme, na cidade de  São Paulo, e ocupa uma área de 158 mil metros quadrados. Atualmente, toda a área da SPT foi integrada ao Parque da Vila Guilherme, formando o Parque da Vila Guilherme-Trote, totalizando 200 mil m² de área verde.
O Parque do Trote, reinaugurado em julho de 2006, é o primeiro parque da cidade de São Paulo totalmente adaptado para pessoas com deficiência ou mobilidade reduzida. Ele conta com Trilha dos Sentidos, estímulo para pessoas com deficiência visual; pista de caminhada acessível (sem desníveis e com corrimão), piso intertravado, piso tátil, e um centro de convenções para a realização de eventos.
As próximas etapas para a conclusão do projeto prevêem instalações para atividades de reabilitação e esportivas, com implantação de equoterapia e iniciação à equitação para os frequentadores do local, preservando a temática do parque.
A ideia é proporcionar um espaço de lazer para todos, estimulando a prática esportiva, atividade física e recreação como um meio para a inclusão e melhoria da qualidade de vida da pessoa com deficiência.
O projeto tem a parceria da Subprefeitura de Vila Guilherme, da Secretaria Municipal de Coordenação das Subprefeituras, secretarias municipais do Verde e Meio Ambiente e de Cultura.
Parque do Trote - Rua São Quirino, 905 - Vila Guilherme

## História

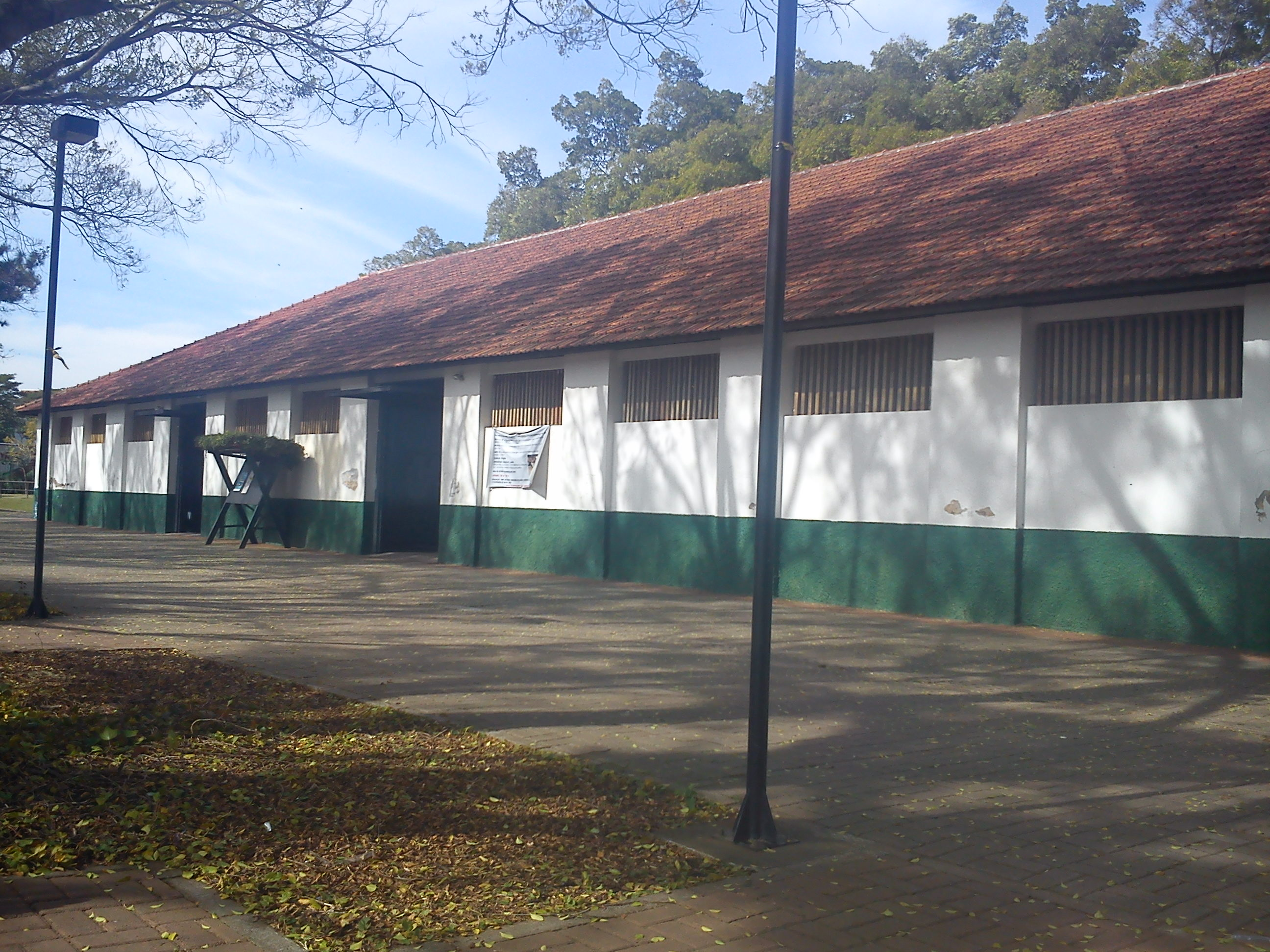
Salão da SPT, hoje integrado ao Parque e utilizado para atividades no local.

Em 1937, Guilherme Praun, dono de toda a área que hoje é a Vila Guilherme, implantou o Club Hypico de Vila Guilherme na parte baixa do bairro, área pertencente a várzea do Rio Tietê e que sofria constantes inundações. Alí foram construídas cocheiras, arquibancada, bilheterias, pista para saltos, um salão para conferências e um picadeiro fechado.
Com a morte de Guilherme Praun em 1938, a manutenção do clube ficou em risco e este acabou sendo fechado, resultando por parte de seus descendentes na venda da área para a Sociedade Paulista de Trote (SPT), em 1944.
Uma vez como nova proprietária da área, a SPT procurou instalar melhorias no que já tinha sido construído pelo Club Hypico visando a prática de trote: as antigas cocheiras foram demolidas para a construção de novas unidades; a pista de saltos transformou-se em pista para corridas de trote; o picadeiro passou a abrigar os guichês de apostas e, posteriormente, transformou-se em salão de festas. O salão de conferências dividiu as funções de salão de bailes, sede social e administração. 

Somente a partir de 1947 é que os páreos tornaram-se oficiais com o registro no Ministério da Agricultura.

## A Pista

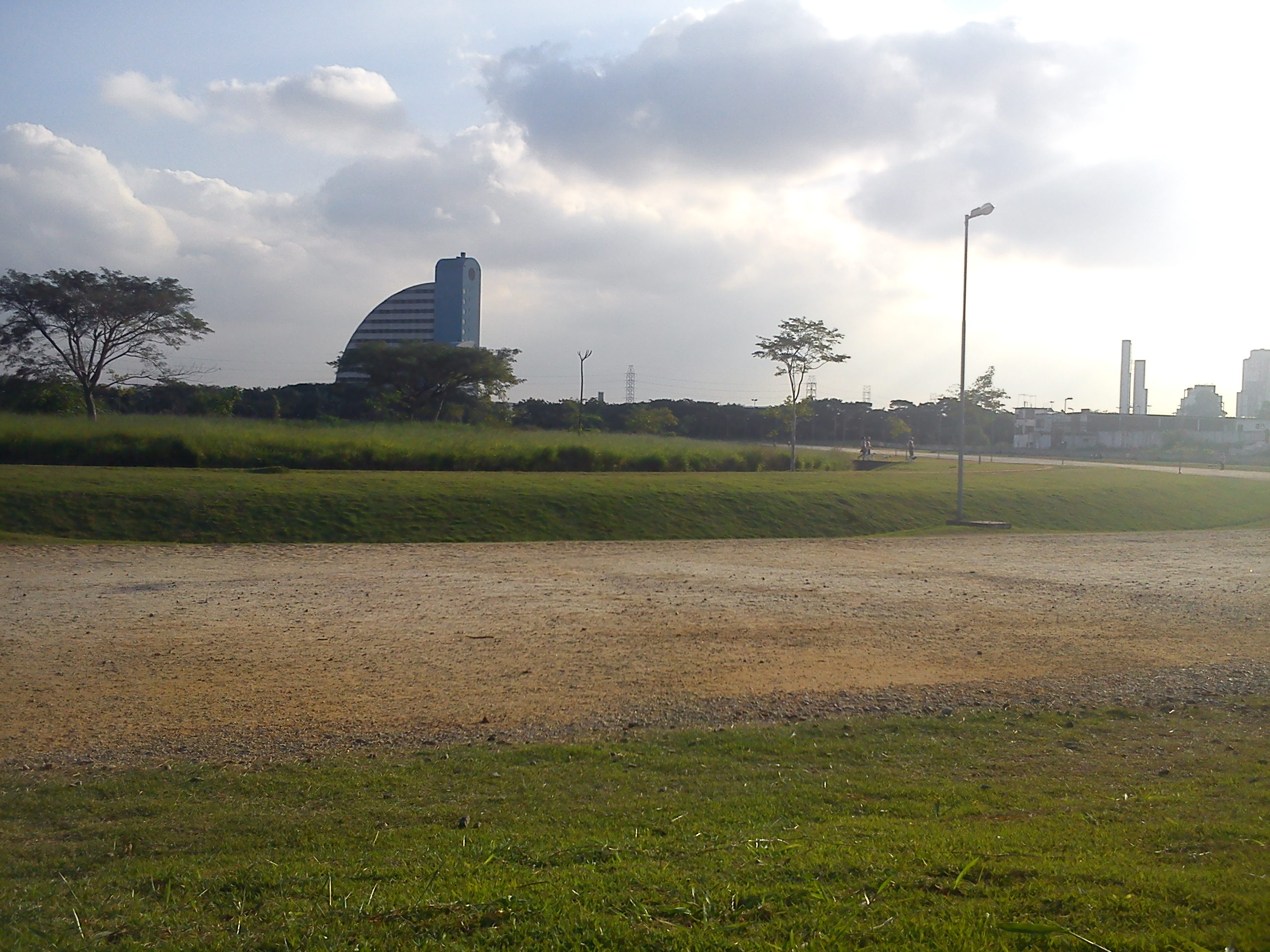
Trecho da pista em 2011.

A pista do parque foi a primeira e única pista oficial do Brasil destinada exclusivamente a prática do trote. Em forma de elipse e com suave inclinação no interior de suas curvas, tinha originalmente 804,5 metros de extensão. Perdeu parte de sua área devido o asfaltamento da Avenida Nadir Dias de Figueiredo e da canalização do Córrego da Divisa. A composição original do terreno é de terra roxa, sendo revestido com camadas de areia branca e pó de pedra.
A pista recebeu uma nova cobertura de areia branca e é frequentemente utilizada pelos seus frequentadores como local para prática de atividades físicas - corrida, caminhada e ciclismo. No centro da pista, há preservação de mata nativa do local, que costuma servir de abrigo natural para algumas espécies de aves em época de acasalamento. Neste mesmo local, há uma pista secundária também utilizada para a prática de atividades esportivas.

## Da decadência à criação do Parque da Vila Guilherme
Nas décadas de 1950 e 1960, o local era muito frequentado pela elite paulistana, que tinha como hobbie realizar apostas nos guichês do local. A derrocada de apostas no local começou a decair na década de 1970, dando início a decadência da SPT. As razões ainda são desconhecidas, mas estudos levam a crer que a queda nas apostas no SPT provavelmente deram-se devido a criação da loteria federal e propagação de outras atividades na cidade.

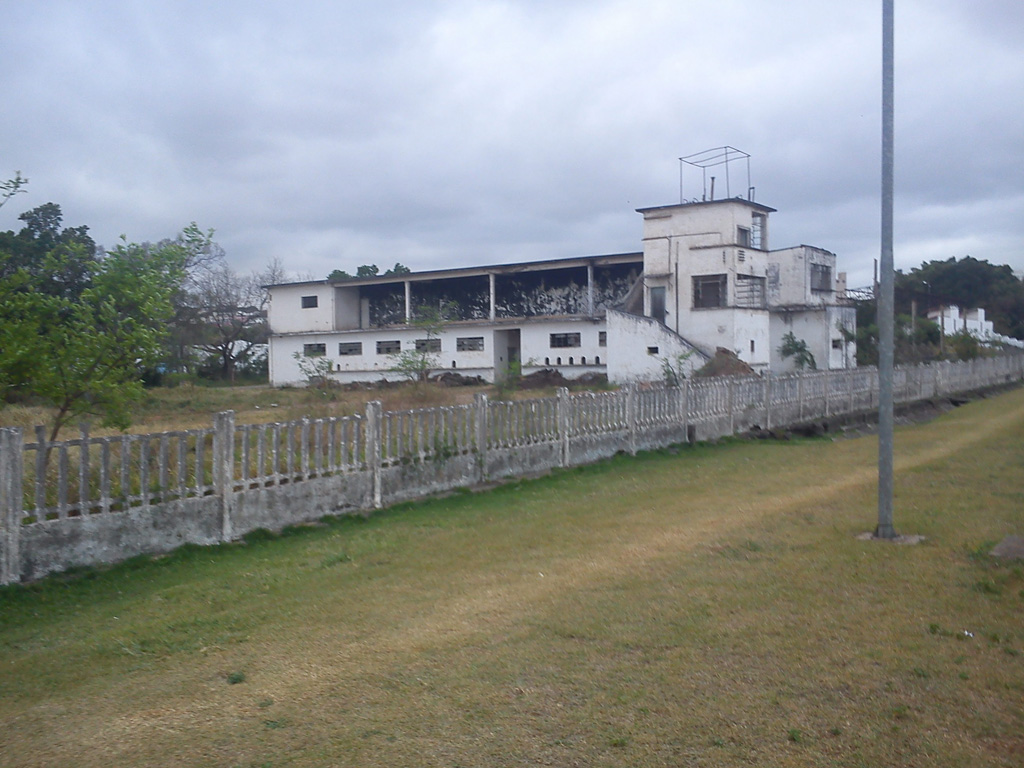
Torres e arquibancadas da SPT abandonadas, em 2011.

Em 1986, teve início uma grande desapropriação da área. O então prefeito Jânio Quadros decreta a criação do parque. Em 1991, foi criado o Parque Da Vila Guilherme somente na parte sul da área da SPT: na parte norte, ainda havia corridas de trote e outras atividades pertinentes a SPT. A planta original do parque contempla uma área maior do que aquela entregue ao público na passagem da década de 1980 para a de 1990. Havia a previsão de a área de corridas de cavalos servir ao parque. Um projeto paisagístico foi desenvolvido para o "miolo" da pista. Contudo, somente o "rodapé" do terreno teve o tratamento adequado para a população frequentar como um parque urbano. Moradores, tratadores e proprietários de cavalos, além de outros trabalhadores vinculados à equitação e equoterapia, permaneceram com o uso das cocheiras e da pista. Corridas ainda existiam para manter os cavalos em atividade.
As atividades da SPT não se limitavam somente a corridas de cavalos. Bailes e grandes festas também foram organizados no local. Já na parte final da SPT, foram organizados rodeios no início da década de 1990.
Quando a SPT finalmente fechou as portas, o terreno sul ficou abandonada, abrigando cerca de 50 sem-tetos até 2004. Atualmente, não há mais sem-tetos vivendo nas imediações da SPT e desde 2005, a área passou para a Prefeitura de São Paulo, que iniciou no mesmo ano uma grande obra de integração da área da SPT com o Parque da Vila Guilherme, formando o novo Parque do Trote.
Em 2004, foi aberto um processo de tombamento da área, identificando-a como patrimônio ambiental, cultural e urbano da cidade de São Paulo São Paulo.